# Padworth
Padworth est une paroisse civile du Berkshire, en Angleterre.